# アーミー・オブ・シーブズ
『アーミー・オブ・シーブズ』（原題：Army of Thieves）は、ザック・スナイダーとシェイ・ハッテンが共同で執筆した原作からハッテンが脚本を担当し、ザックとデボラ・スナイダー、ウェスリー・コラー、マティアス・シュヴァイクホファー、ダン・マーグが製作し、シュヴァイクホファーが監督した、アメリカとドイツのラブコメ・強盗映画 。『アーミー・オブ・ザ・デッド』の前日譚となる本作では、ルートヴィヒ・ディーター役を再演するシュヴァイクホファーをはじめ、ナタリー・エマニュエル、グズ・カーン、ルビー・O・フィー、スチュアート・マーティン、ジョナサン・コーエン、中井ノエミといった俳優陣が出演する。撮影は、2020年10月にドイツで始まり、2020年12月までに終了した。
『アーミー・オブ・シーブズ』は、Netflixで2021年10月29日に配信された。

## 概要
『アーミー・オブ・ザ・デッド』での出来事が起こる前、アメリカでゾンビが発生し始めた頃にヨーロッパで繰り広げられる物語。金庫破りの腕を磨きつつもドイツで銀行員として働いていたセバスティアンが、謎の女性に誘われ、銀行強盗団の仲間たちとともに伝説的な4つの金庫（ワーグナーの「ニーベルングの指環」にちなんだ名を持つラインゴルト、ワルキューレ、ジークフリート、神々の黄昏）のうち3つに挑む姿が描かれている。

## キャスト
※括弧内は日本語吹替。
- セバスティアン・S=ヴェーナート / ルードヴィッヒ・ディーター - マティアス・シュヴァイクホファー（烏丸祐一[5]）

ドイツで銀行員として働いている男。謎の女、グウェンに才能を見込んでスカウトされる。
- グウェン / グウェンドリン・スター - ナタリー・エマニュエル（沢城みゆき[5]）

セバスティアンを強盗団へと誘う。スリの技術を持つ。お金よりもワーグナーの伝説的な金庫、特に「神々の黄昏」を破ることに、意義を見出している。
- ロルフ - ガズ・カーン（英語版）（後藤光祐[5]）

強盗団の運転係。
- コリーナ・ドミンゲス - ルビー・O・フィー（朝井彩加[5]）

強盗団のハッカー。弟がいる。
- ブラッド・ケイジ / アレクシス・ブロスキーニ - スチュアート・マーティン（英語版）（阪口周平[5]）

強盗団のリーダー。グウェンと組んで、何度も銀行強盗をしている。ブラッド・ピットとニコラス・ケイジから組み合わせて作った偽名を名乗る。
- ドラクロワ - ジョナサン・コーエン（英語版）（山岸治雄）

フランスのインターポール捜査官。グウェンとアレクシスを逮捕するために、追い続けている。
- ビアトリクス - 中井ノエミ（うえだ星子）

インターポール捜査官。ドラクロワの部下。
- ペーター・シモニシェック（英語版）（クレジット無し）
- クリストファー - ジョン・ブブニャク
- ブライ・タナカ - 真田広之（写真のみ）

伝説の金庫を所有する億万長者。
「ラインゴルト」はパリの小規模銀行（信用組合）にあり、組み合わせは4億1300万通り。
「ワルキューレ」はプラハの警備が厳重な銀行にあり、組み合わせは2350億通り。
「ジークフリート」はサンモリッツのカジノにあり、組み合わせは72兆通り。
「神々の黄昏」はラスベガスにある。
- スコット・ウォード - デイヴ・バウティスタ（クレジット無し）（楠大典）

アメリカ、カリフォルニアで鍵師として働いていたディーターに「神々の黄昏」の解錠を依頼する。
- マリア・クルス - アナ・デ・ラ・レゲラ（クレジット無し）（宮島依里）

スコットに同行して、ディーターに会いに来る。
- その他の日本語吹き替え：杉浦慶子／関口雄吾／藤巻大悟／木村香央里／杉山滋美／吉原光

## 日本語版制作
- スタジオ：グロービジョン
- 演出：本吉伊都子
- 翻訳：町田敦夫
- 調整：吉岡拓真
- 録音：石橋侑也
- 制作進行：門脇莉子

- 日本語字幕：柏野文映

## 製作
2020年9月、当時「Army of the Dead: The Prequel」と呼ばれていた本作が、Netflixで開発中であることが発表された。撮影はドイツで行われ、2020年12月に終了した。2021年2月のインタビューで、デボラ・スナイダーは本作を『Army of Thieves』と称した。同月、『アーミー・オブ・ザ・デッド』の作曲家トム・ホーケンバーグが、前日譚である本作とそれに連なるアニメシリーズ『アーミー・オブ・ザ・デッド：ロスト・ベガス』の両方に取り組むことが確認された。2021年4月、ザック・スナイダー監督は、これが正式なタイトルであることを認めた。
2021年5月、デボラ・スナイダーは、本作を「ゾンビが存在する世界の『ミニミニ大作戦』に似ている」と表現する一方で、本作が独立した作品であることを説明した。プロデューサーは、本作を前作で描かれたゾンビ・パンデミックの初期段階を舞台にしたラブコメ・強盗映画というジャンルに分類し、次のように述べている。「舞台は、アメリカにゾンビが存在し、それが金融機関に不安定さをもたらしている世界。金融機関がお金を動かしているので、強盗をするには絶好の機会である」と。このプロットは、シュヴァイクホファーが演じるルドウィック・ディーターを中心に、彼がこれまでの強盗チームでどのように金庫破りを学んできたかが描かれる。また、シュヴァイクホファーは、本作を断じてゾンビ映画ではないとしながらも、製作者側はアンデッドが現れるかもしれないと予告し、スナイダー監督は本作にゾンビが登場することを認めた。

## 公開
本作は、2021年10月29日にNetflixで独占配信された。

## 評価
Rotten Tomatoesでは映画批評家が69%の支持評価となった。